# 1862 in Italia

## Avvenimenti
- 28 gennaio: dimissioni del presidente del consiglio Bettino Ricasoli [1].
- 3 marzo: Urbano Rattazzi, leader della sinistra moderata del Parlamento Piemonte, gli succede a Bettino Ricasoli e forma il giorno dopo un governo che presta giuramento il 31 marzo [1]. Rattazzi incoraggia tacitamente Garibaldi a intraprendere la conquista di Roma.
- 25 giugno: lasciando il suo luogo di ritiro di Caprera in Sardegna, Garibaldi si imbarca per la Sicilia. Il 15 luglio a Palermo, annuncia la sua decisione di conquistare Roma per applicare il desiderio espresso dal Parlamento italiano nel marzo 1861 di vedere Roma riunita al nuovo regno d'Italia. Nonostante l'opposizione chiaramente formulata dal re il re il 3 agosto [2], solleva 4.000 camicie rosse, attraversa lo stretto di Messina il 25 agosto, ma viene sconfitto vicino a Reggio di Calabria[3].
- 29 agosto: l'offensiva su Roma di Garibaldi si conclude in Calabria con la sconfitta di Aspromonte contro l'esercito reale [2]. Garibaldi è ferito[3]. Diversi militari dell'esercito nazionale che si erano uniti a lui sono passati per le armi.
- 5 ottobre: un decreto reale concede a Garibaldi e ai suoi compagni un'amnistia generale [4].
- 29 novembre: Urbano Rattazzi si dimette [5].
- 8 dicembre: governo Farini. Rattazzi è sostituito per un breve periodo da Luigi Carlo Farini, dittatore dell'Emilia prima del 1860 [6].

## Nascite nel 1862
- 9 gennaio: Arturo Reggio, giocatore di scacchi, cinque volte campione d'Italia di scacchi tra il 1900 e il 1916. († 17 luglio 1917)
- 22 gennaio: Vito Cascio Ferro detto "Don Vito", criminale siciliano, uno dei padrini più potenti della storia della mafia siciliana, la Cosa nostra, attivo alla fine del XIX secolo e all'inizio del XX secolo. († 20 settembre 1943)
- 27 gennaio: Cesare De Titta, poeta. († 14 febbraio 1933)

## Morti nel 1862
- 22 gennaio: Giuseppe Gabetti (it), 65 anni, compositore, violinista e direttore d'orchestra, autore della Marcia Reale, l'inno nazionale del regno d'Italia dall'unificazione del paese, nel 1861, fino all'armistizio dell'8 settembre 1943[8]. (4 marzo 1796)
- 14 marzo: Antonio Bresciani, 63 anni, sacerdote gesuita italiano, scrittore e saggista ultramontano, uno dei fondatori della rivista Civiltà Cattolica. (24 luglio 1798)
- 26 marzo: Luigi Fransoni, 72 anni, arcivescovo di Torino, ardente difensore delle prerogative della Chiesa contro l'anticlericalismo delle leggi Siccardi promulgate nel 1850 nel regno di Sardegna. (29 marzo 1789)
- 24 aprile: Geltrude Righetti-Giorgi, 69 anni, cantante d'opera (contralto), la cui breve carriera è legata a Gioachino Rossini, per il quale ha creato diverse opere. (26 dicembre 1793)
- 21 settembre: Luigi Taparelli d'Azeglio, 68 anni, sacerdote gesuita, scrittore, filosofo, cofondatore della rivista La Civiltà Cattolica, il cui pensiero sociale ha ispirato l'enciclica Rerum Novarum di Leone XIII. (24 novembre 1793)

## Calendario
| Calendario 1862 | Calendario 1862 | Calendario 1862 | Calendario 1862 | Calendario 1862 | Calendario 1862 | Calendario 1862 | Calendario 1862 | Calendario 1862 | Calendario 1862 | Calendario 1862 | Calendario 1862 | Calendario 1862 | Calendario 1862 | Calendario 1862 | Calendario 1862 | Calendario 1862 | Calendario 1862 | Calendario 1862 | Calendario 1862 | Calendario 1862 | Calendario 1862 | Calendario 1862 | Calendario 1862 | Calendario 1862 | Calendario 1862 | Calendario 1862 | Calendario 1862 | Calendario 1862 | Calendario 1862 | Calendario 1862 | Calendario 1862 | Calendario 1862 |
| --------------- | --------------- | --------------- | --------------- | --------------- | --------------- | --------------- | --------------- | --------------- | --------------- | --------------- | --------------- | --------------- | --------------- | --------------- | --------------- | --------------- | --------------- | --------------- | --------------- | --------------- | --------------- | --------------- | --------------- | --------------- | --------------- | --------------- | --------------- | --------------- | --------------- | --------------- | --------------- | --------------- |
|                 | 1               | 2               | 3               | 4               | 5               | 6               | 7               | 8               | 9               | 10              | 11              | 12              | 13              | 14              | 15              | 16              | 17              | 18              | 19              | 20              | 21              | 22              | 23              | 24              | 25              | 26              | 27              | 28              | 29              | 30              | 31              |                 |
| Gennaio         | Me              | Gi              | Ve              | Sa              | Do              | Lu              | Ma              | Me              | Gi              | Ve              | Sa              | Do              | Lu              | Ma              | Me              | Gi              | Ve              | Sa              | Do              | Lu              | Ma              | Me              | Gi              | Ve              | Sa              | Do              | Lu              | Ma              | Me              | Gi              | Ve              |                 |
| Febbraio        | Sa              | Do              | Lu              | Ma              | Me              | Gi              | Ve              | Sa              | Do              | Lu              | Ma              | Me              | Gi              | Ve              | Sa              | Do              | Lu              | Ma              | Me              | Gi              | Ve              | Sa              | Do              | Lu              | Ma              | Me              | Gi              | Ve              |                 |                 |                 |                 |
| Marzo           | Sa              | Do              | Lu              | Ma              | Me              | Gi              | Ve              | Sa              | Do              | Lu              | Ma              | Me              | Gi              | Ve              | Sa              | Do              | Lu              | Ma              | Me              | Gi              | Ve              | Sa              | Do              | Lu              | Ma              | Me              | Gi              | Ve              | Sa              | Do              | Lu              |                 |
| Aprile          | Ma              | Me              | Gi              | Ve              | Sa              | Do              | Lu              | Ma              | Me              | Gi              | Ve              | Sa              | Do              | Lu              | Ma              | Me              | Gi              | Ve              | Sa              | Do              | Lu              | Ma              | Me              | Gi              | Ve              | Sa              | Do              | Lu              | Ma              | Me              |                 |                 |
| Maggio          | Gi              | Ve              | Sa              | Do              | Lu              | Ma              | Me              | Gi              | Ve              | Sa              | Do              | Lu              | Ma              | Me              | Gi              | Ve              | Sa              | Do              | Lu              | Ma              | Me              | Gi              | Ve              | Sa              | Do              | Lu              | Ma              | Me              | Gi              | Ve              | Sa              |                 |
| Giugno          | Do              | Lu              | Ma              | Me              | Gi              | Ve              | Sa              | Do              | Lu              | Ma              | Me              | Gi              | Ve              | Sa              | Do              | Lu              | Ma              | Me              | Gi              | Ve              | Sa              | Do              | Lu              | Ma              | Me              | Gi              | Ve              | Sa              | Do              | Lu              |                 |                 |
| Luglio          | Ma              | Me              | Gi              | Ve              | Sa              | Do              | Lu              | Ma              | Me              | Gi              | Ve              | Sa              | Do              | Lu              | Ma              | Me              | Gi              | Ve              | Sa              | Do              | Lu              | Ma              | Me              | Gi              | Ve              | Sa              | Do              | Lu              | Ma              | Me              | Gi              |                 |
| Agosto          | Ve              | Sa              | Do              | Lu              | Ma              | Me              | Gi              | Ve              | Sa              | Do              | Lu              | Ma              | Me              | Gi              | Ve              | Sa              | Do              | Lu              | Ma              | Me              | Gi              | Ve              | Sa              | Do              | Lu              | Ma              | Me              | Gi              | Ve              | Sa              | Do              |                 |
| Settembre       | Lu              | Ma              | Me              | Gi              | Ve              | Sa              | Do              | Lu              | Ma              | Me              | Gi              | Ve              | Sa              | Do              | Lu              | Ma              | Me              | Gi              | Ve              | Sa              | Do              | Lu              | Ma              | Me              | Gi              | Ve              | Sa              | Do              | Lu              | Ma              |                 |                 |
| Ottobre         | Me              | Gi              | Ve              | Sa              | Do              | Lu              | Ma              | Me              | Gi              | Ve              | Sa              | Do              | Lu              | Ma              | Me              | Gi              | Ve              | Sa              | Do              | Lu              | Ma              | Me              | Gi              | Ve              | Sa              | Do              | Lu              | Ma              | Me              | Gi              | Ve              |                 |
| Novembre        | Sa              | Do              | Lu              | Ma              | Me              | Gi              | Ve              | Sa              | Do              | Lu              | Ma              | Me              | Gi              | Ve              | Sa              | Do              | Lu              | Ma              | Me              | Gi              | Ve              | Sa              | Do              | Lu              | Ma              | Me              | Gi              | Ve              | Sa              | Do              |                 |                 |
| Dicembre        | Lu              | Ma              | Me              | Gi              | Ve              | Sa              | Do              | Lu              | Ma              | Me              | Gi              | Ve              | Sa              | Do              | Lu              | Ma              | Me              | Gi              | Ve              | Sa              | Do              | Lu              | Ma              | Me              | Gi              | Ve              | Sa              | Do              | Lu              | Ma              | Me              |                 |